# Salviac
Salviac é uma comuna francesa na região administrativa de Occitânia, no departamento de Lot. Estende-se por uma área de 29,61 km². Em 2010 a comuna tinha 1 233 habitantes (densidade: 41,6 hab./km²).